# Coupe d'Afrique des nations de football 1998
Navigation
Afrique du Sud 1996 Ghana-Nigéria 2000
La Coupe d'Afrique des nations de football 1998 a eu lieu au Burkina Faso du 7 au 28 février 1998, et a été remporté par l'Égypte. Sur les 16 équipes participantes, quinze avaient participé à l'édition précédente, à la suite du forfait du Nigeria.
L'Égypte s'impose en finale 2-0 face à l'Afrique du Sud et remporte son quatrième titre continental. Mahmoud Al-Gohary est la première personne à gagner la Coupe d'Afrique comme joueur puis comme entraîneur.

## Qualifications

### Résultats
Voir les résultats de Qualification à la Coupe d'Afrique des Nations de football 1998

### Nations qualifiées

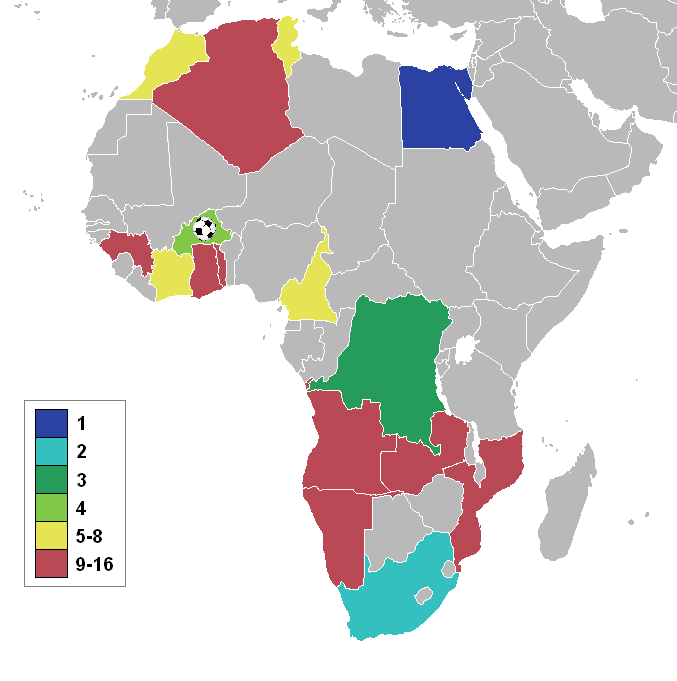
Pays qualifiés

Classées par leur nombre de participations à la CAN.
- Égypte (16e participation à la CAN)
- Côte d'Ivoire (13e participation)
- Ghana (12e participation)
- RD Congo (11e participation)
- Algérie (10e participation)
- Cameroun (10e participation)
- Zambie (9e participation)
- Maroc (8e participation)
- Tunisie (8e participation)
- Guinée (6e participation)
- Burkina Faso (3e participation)
- Mozambique (3e participation)
- Togo (3e participation)
- Afrique du Sud (2e participation)
- Angola (2e participation)
- Namibie (1re participation)

## Tournoi final

La mascotte

### Tirage au sort
Le tirage au sort de la CAN 1998 a eu lieu le 25 septembre 1997 à 18h30, à la salle des congrès de l'UEMOA à Ouagadougou.
Le Burkina Faso, organisateur et tête de série est placé directement dans le Groupe A. L'Afrique du Sud, tenant du titre et tête de série était reversé directement dans le Groupe C. Les autres têtes de série étaient la Zambie et le Ghana.
Les trois autres mondialistes africains (le Nigeria étant exclu par la CAF pour cette CAN) ont été reversés dans le second chapeau, et ne pouvaient pas tomber contre l'Afrique du Sud.
Les quatre chapeaux lors du tirage au sort :
- 1er chapeau :  Burkina Faso (Gr. A),  Afrique du Sud (Gr. C);  Zambie et  Ghana (Gr. B et D)
- 2e chapeau :  Tunisie,  Cameroun,  Maroc (Gr. A, B et D)
- 3e chapeau :  Côte d'Ivoire,  Égypte,  RD Congo,  Algérie,  Angola (2 équipes dans le Gr. C; Les autres dans les Gr. A, B et D)
- 4e chapeau :  Mozambique,  Guinée,  Togo,  Namibie (Gr. A, B, C et D)

#### Groupes
Les groupes du premier tour obtenus par le tirage au sort :
| Groupe A - Algérie - Burkina Faso - Cameroun - Guinée | Groupe B - Ghana - RD Congo - Togo - Tunisie | Groupe C - Afrique du Sud - Angola - Côte d'Ivoire - Namibie | Groupe D - Égypte - Maroc - Mozambique - Zambie |

### Stades
- Stade du 4 août (Ouagadougou)
- Stade municipal (Ouagadougou)
- Stade omnisports (Bobo Dioulasso)

### Premier tour

#### Groupe A
1re journée
| 7 février 1998 | Burkina Faso | 0 – 1 | Cameroun   | Stade du 4-Août, Ouagadougou                       |                                                    |
| 16:00          |              |       | 20e Tchami | Spectateurs : 30 000 Arbitrage : Gamal Al-Ghandour | Spectateurs : 30 000 Arbitrage : Gamal Al-Ghandour |

| 8 février 1998 | Algérie | 0 – 1 | Guinée     | Stade Municipal, Ouagadougou                  |                                               |
| 20:30          |         |       | 19e Oularé | Spectateurs : 3 000 Arbitrage : Lim Kee Chong | Spectateurs : 3 000 Arbitrage : Lim Kee Chong |

2e journée
| 11 février 1998 | Cameroun             | 2 – 2 | Guinée         | Stade Municipal, Ouagadougou                  |                                               |
| 15:00           | Tchami 9e · Womé 44e |       | 46e 77e Oularé | Spectateurs : 2 000 Arbitrage : Young-Joo Kim | Spectateurs : 2 000 Arbitrage : Young-Joo Kim |

| 11 février 1998 | Burkina Faso                         | 2 – 1 | Algérie         | Stade du 4-Août, Ouagadougou                              |                                                           |
| 20:00           | K. Ouédraogo 65e (pen.) · Traoré 77e |       | 82e (pen.) Saïb | Spectateurs : 35 000 Arbitrage : Pierre Alain Mounguengui | Spectateurs : 35 000 Arbitrage : Pierre Alain Mounguengui |

3e journée
| 15 février 1998 | Burkina Faso | 1 – 0 | Guinée | Stade du 4-Août, Ouagadougou                |                                             |
| 16:00           | Kambou 85e   |       |        | Spectateurs : 40 000 Arbitrage : Omer Yengo | Spectateurs : 40 000 Arbitrage : Omer Yengo |

| 15 février 1998 | Cameroun             | 2 – 1 | Algérie   | Stade Municipal, Ouagadougou                |                                             |
| 16:00           | Job 47e · Tchami 65e |       | 40e Dziri | Spectateurs : 1 000 Arbitrage : Kine Tibebu | Spectateurs : 1 000 Arbitrage : Kine Tibebu |

| Place | Nation       | Pts | J | G | N | P | Buts + | Buts - | Diff. |
| 1er   | Cameroun     | 7   | 3 | 2 | 1 | 0 | 5      | 3      | +2    |
| 2e    | Burkina Faso | 6   | 3 | 2 | 0 | 1 | 3      | 2      | +1    |
| 3e    | Guinée       | 4   | 3 | 1 | 1 | 1 | 3      | 3      | 0     |
| 4e    | Algérie      | 0   | 3 | 0 | 0 | 3 | 2      | 5      | -3    |

#### Groupe B
1re journée
| 9 février 1998 | RD Congo                       | 2 – 1 | Togo         | Stade Municipal, Ouagadougou                 |                                              |
| 16:00          | Tondelua 57e (pen.) 73e (pen.) |       | 90e Tchangaï | Spectateurs : 4 000 Arbitrage : Said Belqola | Spectateurs : 4 000 Arbitrage : Said Belqola |

| 9 février 1998 | Ghana                 | 2 – 0 | Tunisie | Stade du 4-Août, Ouagadougou                |                                             |
| 20:30          | Nyarko 8e · Gargo 90e |       |         | Spectateurs : 12 000 Arbitrage : Ian McLeod | Spectateurs : 12 000 Arbitrage : Ian McLeod |

2e journée
| 12 février 1998 | Tunisie                        | 2 – 1 | RD Congo   | Stade Municipal, Ouagadougou                |                                             |
| 16:00           | Ben Slimane 31e · Tlemçani 76e |       | 36e Kimoto | Spectateurs : 1 000 Arbitrage : Kine Tibebu | Spectateurs : 1 000 Arbitrage : Kine Tibebu |

| 12 février 1998 | Togo                 | 2 – 1 | Ghana              | Stade du 4-Août, Ouagadougou               |                                            |
| 20:30           | Doté 26e · Touré 90e |       | 83e (pen.) Johnson | Spectateurs : 3 000 Arbitrage : Omer Yengo | Spectateurs : 3 000 Arbitrage : Omer Yengo |

3e journée
| 16 février 1998 | RD Congo    | 1 – 0 | Ghana | Stade du 4-Août, Ouagadougou                  |                                               |
| 17:00           | Kisombe 77e |       |       | Spectateurs : 3 000 Arbitrage : Kim Young-Joo | Spectateurs : 3 000 Arbitrage : Kim Young-Joo |

| 16 février 1998 | Tunisie                                   | 3 – 1 | Togo               | Stade Municipal, Ouagadougou                           |                                                        |
| 17:00           | Tlemçani 9e · Ben Slimane 12e · Gabsi 80e |       | 4e (pen.) Assignon | Spectateurs : 800 Arbitrage : Pierre Alain Mounguengui | Spectateurs : 800 Arbitrage : Pierre Alain Mounguengui |

| Place | Nation   | Pts | J | G | N | P | Buts + | Buts - | Diff. |
| 1er   | Tunisie  | 6   | 3 | 2 | 0 | 1 | 5      | 4      | +1    |
| 2e    | RD Congo | 6   | 3 | 2 | 0 | 1 | 4      | 3      | +1    |
| 3e    | Ghana    | 3   | 3 | 1 | 0 | 2 | 3      | 3      | 0     |
| 4e    | Togo     | 3   | 3 | 1 | 0 | 2 | 4      | 6      | -2    |

#### Groupe C
1re journée
| 8 février 1998 | Afrique du Sud | 0 – 0 | Angola | Stade Municipal, Bobo-Dioulasso                      |                                                      |
| 15:00          |                |       |        | Spectateurs : 20 000 Arbitrage : Sidi Békaye Magassa | Spectateurs : 20 000 Arbitrage : Sidi Békaye Magassa |

| 8 février 1998 | Côte d'Ivoire                             | 4 – 3 | Namibie                        | Stade Municipal, Bobo-Dioulasso              |                                              |
| 18:00          | Tiéhi 2e 39e · Bakayoko 34e · Diabaté 83e |       | 46e 73e Shivute · 70e Mannetti | Spectateurs : 20 000 Arbitrage : Karim Dahou | Spectateurs : 20 000 Arbitrage : Karim Dahou |

2e journée
| 11 février 1998 | Côte d'Ivoire | 1 – 1 | Afrique du Sud     | Stade Municipal, Bobo-Dioulasso                   |                                                   |
| 17:15           | Ouattara 88e  |       | 8e (pen.) Mkhalele | Spectateurs : 10 000 Arbitrage : Charles Massembé | Spectateurs : 10 000 Arbitrage : Charles Massembé |

| 12 février 1998 | Angola                                                   | 3 – 3 | Namibie                       | Stade Municipal, Bobo-Dioulasso              |                                              |
| 18:15           | Lázaro 46e · Paulo Silva 67e (pen.) · Miguel Pereira 86e |       | 20e 51e Uri Khob · 33e Nauseb | Spectateurs : 2 000 Arbitrage : Falla N'Doye | Spectateurs : 2 000 Arbitrage : Falla N'Doye |

3e journée
| 16 février 1998 | Côte d'Ivoire                                     | 5 – 2 | Angola                          | Stade Municipal, Ouagadougou                     |                                                  |
| 20:00           | Guel 8e 23e · Tiéhi 43e 81e (pen.) · Bakayoko 56e |       | 27e Paulo Silva · 52e Quinzinho | Spectateurs : 4 000 Arbitrage : Mamadouba Camara | Spectateurs : 4 000 Arbitrage : Mamadouba Camara |

| 16 février 1998 | Afrique du Sud          | 4 – 1 | Namibie    | Stade Municipal, Bobo-Dioulasso             |                                             |
| 20:00           | McCarthy 8e 11e 19e 21e |       | 68e Uutoni | Spectateurs : 9 500 Arbitrage : Karim Dahou | Spectateurs : 9 500 Arbitrage : Karim Dahou |

| Place | Nation         | Pts | J | G | N | P | Buts + | Buts - | Diff. |
| 1er   | Côte d'Ivoire  | 7   | 3 | 2 | 1 | 0 | 10     | 6      | +4    |
| 2e    | Afrique du Sud | 5   | 3 | 1 | 2 | 0 | 5      | 2      | +3    |
| 3e    | Angola         | 2   | 3 | 0 | 2 | 1 | 5      | 8      | -3    |
| 4e    | Namibie        | 1   | 3 | 0 | 1 | 2 | 7      | 11     | -4    |

#### Groupe D
1re journée
| 9 février 1998 | Maroc     | 1 – 1 | Zambie       | Stade Municipal, Bobo-Dioulasso                       |                                                       |
| 18:15          | Bahja 37e |       | 87e Chilumba | Spectateurs : 10 000 Arbitrage : Abdul Rahman Al-Zeid | Spectateurs : 10 000 Arbitrage : Abdul Rahman Al-Zeid |

| 10 février 1998 | Égypte            | 2 – 0 | Mozambique | Stade Municipal, Bobo-Dioulasso                   |                                                   |
| 18:00           | H. Hassan 14e 44e |       |            | Spectateurs : 20 000 Arbitrage : Mamadouba Camara | Spectateurs : 20 000 Arbitrage : Mamadouba Camara |

2e journée
| 13 février 1998 | Égypte                             | 4 – 0 | Zambie | Stade Municipal, Bobo-Dioulasso                    |                                                    |
| 17:00           | H. Hassan 34e 57e 71e · Radwan 80e |       |        | Spectateurs : 5 000 Arbitrage : Kim Milton Nielsen | Spectateurs : 5 000 Arbitrage : Kim Milton Nielsen |

| 13 février 1998 | Maroc                                     | 3 – 0 | Mozambique | Stade Municipal, Bobo-Dioulasso                    |                                                    |
| 20:00           | Chiba 39e · El Khattabi 40e · Fertout 82e |       |            | Spectateurs : 3 000 Arbitrage : Lucien Bouchardeau | Spectateurs : 3 000 Arbitrage : Lucien Bouchardeau |

3e journée
| 17 février 1998 | Zambie                               | 3 – 1 | Mozambique  | Stade Municipal, Bobo-Dioulasso              |                                              |
| 16:00           | Kilambe 16e · Bwalya 43e · Tembo 73e |       | 57e Avelino | Spectateurs : 3 000 Arbitrage : Falla N'Doye | Spectateurs : 3 000 Arbitrage : Falla N'Doye |

| 17 février 1998 | Maroc     | 1 – 0 | Égypte | Stade Municipal, Ouagadougou                     |                                                  |
| 16:00           | Hadji 90e |       |        | Spectateurs : 500 Arbitrage : Kim Milton Nielsen | Spectateurs : 500 Arbitrage : Kim Milton Nielsen |

| Place | Nation     | Pts | J | G | N | P | Buts + | Buts - | Diff. |
| 1er   | Maroc      | 7   | 3 | 2 | 1 | 0 | 5      | 1      | +4    |
| 2e    | Égypte     | 6   | 3 | 2 | 0 | 1 | 6      | 1      | +5    |
| 3e    | Zambie     | 4   | 3 | 1 | 1 | 1 | 4      | 6      | -2    |
| 4e    | Mozambique | 0   | 3 | 0 | 0 | 3 | 1      | 8      | -7    |

### Tableau final
|  | Quarts de finale | Quarts de finale | Quarts de finale | Quarts de finale |                |                | Demi-finales | Demi-finales | Demi-finales                  | Demi-finales                  |                               |                               | Finale  | Finale  | Finale | Finale |
|  |                  |                  |                  |                  |                |                |              |              |                               |                               |                               |                               |         |         |        |        |
|  |                  |                  |                  |                  |                |                |              |              |                               |                               |                               |                               |         |         |        |        |
|  |                  |                  |                  |                  |                |                |              |              |                               |                               |                               |                               |         |         |        |        |
|  | Cameroun         | Cameroun         | 0                | 0                |                |                |              |              |                               |                               |                               |                               |         |         |        |        |
|  | Cameroun         | Cameroun         | 0                | 0                |                |                |              |              |                               |                               |                               |                               |         |         |        |        |
|  | RD Congo         | RD Congo         | 1                | 1                |                |                |              |              |                               |                               |                               |                               |         |         |        |        |
|  | RD Congo         | RD Congo         | 1                | 1                | RD Congo       | RD Congo       | 1            | 1            |                               |                               |                               |                               |         |         |        |        |
|  |                  |                  |                  |                  | RD Congo       | RD Congo       | 1            | 1            |                               |                               |                               |                               |         |         |        |        |
|  |                  |                  | Afrique du Sud   | Afrique du Sud   | 2 ap           | 2 ap           |              |              |                               |                               |                               |                               |         |         |        |        |
|  | Maroc            | Maroc            | Afrique du Sud   | Afrique du Sud   | 2 ap           | 2 ap           | 1            | 1            |                               |                               |                               |                               |         |         |        |        |
|  | Maroc            | Maroc            |                  |                  |                |                |              | 1            |                               |                               |                               |                               |         |         |        |        |
|  | Afrique du Sud   | Afrique du Sud   | 2                | 2                |                |                |              |              |                               |                               |                               |                               |         |         |        |        |
|  | Afrique du Sud   | Afrique du Sud   | 2                | 2                | Afrique du Sud | Afrique du Sud | 0            | 0            |                               |                               |                               |                               |         |         |        |        |
|  |                  |                  |                  |                  | Afrique du Sud | Afrique du Sud | 0            | 0            |                               |                               |                               |                               |         |         |        |        |
|  |                  |                  | Égypte           | Égypte           | 2              | 2              |              |              |                               |                               |                               |                               |         |         |        |        |
|  | Tunisie          | Tunisie          | Égypte           | Égypte           | 2              | 2              | 1ap (7)      | 1ap (7)      |                               |                               |                               |                               |         |         |        |        |
|  | Tunisie          | Tunisie          |                  |                  |                |                |              |              |                               |                               |                               |                               |         |         |        |        |
|  | Burkina Faso     | Burkina Faso     | 1 tab(8)         | 1 tab(8)         |                |                |              |              |                               |                               |                               |                               |         |         |        |        |
|  | Burkina Faso     | Burkina Faso     | 1 tab(8)         | 1 tab(8)         | Burkina Faso   | Burkina Faso   | 0            | 0            | Match pour la troisième place | Match pour la troisième place | Match pour la troisième place | Match pour la troisième place |         |         |        |        |
|  |                  |                  |                  |                  | Burkina Faso   | Burkina Faso   | 0            | 0            | Match pour la troisième place | Match pour la troisième place | Match pour la troisième place | Match pour la troisième place |         |         |        |        |
|  |                  |                  | Égypte           | Égypte           | 2              | 2              |              |              |                               |                               |                               |                               |         |         |        |        |
|  | Côte d'Ivoire    | Côte d'Ivoire    | Égypte           | Égypte           | 2              | 2              | 0ap (4)      | 0ap (4)      |                               |                               |                               |                               |         |         |        |        |
|  | Côte d'Ivoire    | Côte d'Ivoire    |                  |                  |                |                |              | 0ap (4)      |                               |                               | RD Congo                      | RD Congo                      | 4ap (4) | 4ap (4) |        |        |
|  | Égypte           | Égypte           | 0 tab(5)         | 0 tab(5)         |                |                |              |              |                               |                               | RD Congo                      | RD Congo                      | 4ap (4) | 4ap (4) |        |        |
|  | Égypte           | Égypte           | 0 tab(5)         | 0 tab(5)         | Burkina Faso   | Burkina Faso   | 4 tab(1)     | 4 tab(1)     |                               |                               |                               |                               |         |         |        |        |
|  |                  |                  |                  |                  |                |                |              |              |                               |                               |                               |                               |         |         |        |        |

#### Quarts de finale
| 20 février 1998 | Cameroun | 0 – 1 | RD Congo     | Stade Municipal, Bobo-Dioulasso                      |                                                      |
| 16:00           |          |       | 30e Tondelua | Spectateurs : 5 000 Arbitrage : Abdul Rahman Al-Zeid | Spectateurs : 5 000 Arbitrage : Abdul Rahman Al-Zeid |

| 21 février 1998 | Tunisie                                                                                      | 1 – 1 a. p.       | Burkina Faso                                                                                                | Stade du 4-Août, Ouagadougou                   |                                                |
| 17:00           | Gabsi 89e                                                                                    |                   | 45e (pen.) K. Ouédraogo                                                                                     | Spectateurs : 35 000 Arbitrage : Lim Kee Chong | Spectateurs : 35 000 Arbitrage : Lim Kee Chong |
| 17:00           | Rouissi · Badra · Bouazizi · Chihi · Jelassi · Baya · Gabsi · Ghodhbane · Hicheri · Trabelsi | Tirs au but 7 – 8 | S. Traoré · F. Sanou · Nana · Tallé · A. Ouédraogo · Zongo · B. Traoré · Diabaté · Liadé Gnonka · Coulibaly | Spectateurs : 35 000 Arbitrage : Lim Kee Chong | Spectateurs : 35 000 Arbitrage : Lim Kee Chong |

| 21 février 1998 | Côte d'Ivoire                                    | 0 – 0 a. p.       | Égypte                                    | Stade Municipal, Ouagadougou                |                                             |
| 20:00           |                                                  |                   |                                           | Spectateurs : 20 000 Arbitrage : Ian McLeod | Spectateurs : 20 000 Arbitrage : Ian McLeod |
| 20:00           | Domoraud · Guel · Diomandé · Bakayoko · Ouattara | Tirs au but 4 – 5 | Ramzy · Radwan · Kamouna · Mostafa · Imam | Spectateurs : 20 000 Arbitrage : Ian McLeod | Spectateurs : 20 000 Arbitrage : Ian McLeod |

| 22 février 1998 | Maroc     | 1 – 2 | Afrique du Sud            | Stade Municipal, Ouagadougou                       |                                                    |
| 16:00           | Chiba 36e |       | 22e McCarthy · 79e Nyathi | Spectateurs : 2 000 Arbitrage : Lucien Bouchardeau | Spectateurs : 2 000 Arbitrage : Lucien Bouchardeau |

#### Demi-finales
| 25 février 1998 | RD Congo          | 1 – 2 a. p. | Afrique du Sud    | Stade du 4-Août, Ouagadougou                     |                                                  |
| 16:00           | Bembuana-Keve 48e |             | 60e 112e McCarthy | Spectateurs : 4 000 Arbitrage : Charles Massembé | Spectateurs : 4 000 Arbitrage : Charles Massembé |

| 25 février 1998 | Burkina Faso | 0 – 2 | Égypte            | Stade Municipal, Bobo-Dioulasso                     |                                                     |
| 20:00           |              |       | 40e 71e H. Hassan | Spectateurs : 40 000 Arbitrage : Kim Milton Nielsen | Spectateurs : 40 000 Arbitrage : Kim Milton Nielsen |

#### Match pour la3eplace
| 27 février 1998 | RD Congo                                      | 4 – 4 a. p.       | Burkina Faso                                        | Stade Municipal, Ouagadougou                       |                                                    |
| 16:00           | Mungongo 76e 90e · Kasongo 88e · Tondelua 89e |                   | 6e A. Ouédraogo · 52e Barro · 56e Napon · 86e Tallé | Spectateurs : 25 000 Arbitrage : Gamal Al-Ghandour | Spectateurs : 25 000 Arbitrage : Gamal Al-Ghandour |
| 16:00           | Simba · Mamale · Kisombe · Selenge            | Tirs au but 4 – 1 | S. Traoré · F. Sanou · Diabaté                      | Spectateurs : 25 000 Arbitrage : Gamal Al-Ghandour | Spectateurs : 25 000 Arbitrage : Gamal Al-Ghandour |

#### Finale
| 28 février 1998 | Afrique du Sud | 0 – 2 | Égypte                     | Stade du 4-Août, Ouagadougou                  |                                               |
| 16:00           |                |       | 5e A. Hassan · 13e Mostafa | Spectateurs : 40 000 Arbitrage : Said Belqola | Spectateurs : 40 000 Arbitrage : Said Belqola |

### Classement final
| 1er | Égypte         |
| 2e  | Afrique du Sud |
| 3e  | RD Congo       |
| 4e  | Burkina Faso   |
| 5e  | Côte d'Ivoire  |
| 6e  | Maroc          |
| 7e  | Tunisie        |
| 8e  | Cameroun       |
| 9e  | Guinée         |
| 10e | Zambie         |
| 11e | Ghana          |
| 12e | Togo           |
| 13e | Angola         |
| 14e | Namibie        |
| 15e | Algérie        |
| 16e | Mozambique     |

### Résumé par équipe
| Équipe         | Matches | Victoires | Nuls | Défaites | BP | BC | Diff. | Progression             |
| -------------- | ------- | --------- | ---- | -------- | -- | -- | ----- | ----------------------- |
| Égypte         | 6       | 4         | 1    | 1        | 10 | 1  | +9    | Vainqueur               |
| Afrique du Sud | 6       | 3         | 2    | 1        | 9  | 6  | +3    | Finaliste               |
| RD Congo       | 6       | 3         | 1    | 2        | 10 | 9  | +1    | Demi-finale (troisième) |
| Burkina Faso   | 6       | 2         | 2    | 2        | 8  | 9  | -1    | Demi-finale (quatrième) |
| Côte d'Ivoire  | 4       | 2         | 2    | 0        | 10 | 6  | +4    | Quart-finale            |
| Maroc          | 4       | 2         | 1    | 1        | 6  | 3  | +3    | Quart-finale            |
| Tunisie        | 4       | 2         | 1    | 1        | 6  | 5  | +1    | Quart-finale            |
| Cameroun       | 4       | 2         | 1    | 1        | 5  | 4  | +1    | Quart-finale            |
| Guinée         | 3       | 1         | 1    | 1        | 3  | 3  | 0     | Premier Tour            |
| Zambie         | 3       | 1         | 1    | 1        | 4  | 6  | -2    | Premier Tour            |
| Ghana          | 3       | 1         | 0    | 2        | 3  | 3  | 0     | Premier Tour            |
| Togo           | 3       | 1         | 0    | 2        | 4  | 6  | -2    | Premier Tour            |
| Angola         | 3       | 0         | 2    | 1        | 5  | 8  | -3    | Premier Tour            |
| Namibie        | 3       | 0         | 1    | 2        | 7  | 11 | -4    | Premier Tour            |
| Algérie        | 3       | 0         | 0    | 3        | 2  | 5  | -3    | Premier Tour            |
| Mozambique     | 3       | 0         | 0    | 3        | 1  | 8  | -7    | Premier Tour            |

### Équipe type de la compétition
| Gardien        | Défenseurs                                     | Milieux                                                           | Attaquants                      | Sélectionneur     |
| -------------- | ---------------------------------------------- | ----------------------------------------------------------------- | ------------------------------- | ----------------- |
| Nader El-Sayed | Mark Fish Jojo Noureddine Naybet Mohamed Emara | Charles Akonnor Hassen Gabsi Tchiressoua Guel Didier Simba-Ekanza | Hossam Hassan Benedict McCarthy | Mahmoud Al-Gohary |

### Meilleurs buteurs
- Benedict McCarthy  Afrique du Sud (7 buts)
- Hossam Hassan  Égypte (7 buts)
- Joël Tiéhi  Côte d'Ivoire (4 buts)
- Jerry Tondelua  RD Congo (4 buts)